# Орден Святого Миколая
Орден Святого Миколая (груз. წმინდა ნიკოლოზის ორდენი) — державна нагорода Грузії, заснований рішенням Парламенту Грузії № 1553 від 31 липня 2009 для нагородження за визначну благодійницьку або громадську діяльність, за безоплатну службу перед країною та народом.

## Положення про нагороду
Орден Святого Миколая вручається за видатну благодійну або громадську діяльність, за безоплатну вислугу перед країною та народом.